# Vlag van Botswana

Vlag van Botswana (ratio 2:3)

De vlag van Botswana is aangenomen op 30 september 1966. De vlag is lichtblauw met een zwarte horizontale band in het midden, met aan de boven- en onderkant een witte rand. De strepen staan in een verhouding van 9:1:4:1:9.
Het blauw staat voor water en in het bijzonder regen en is afkomstig van het motto Pula op het wapen van Botswana, dat in het Tswana "Laat het regenen" betekent. De wit-zwart-witte band staat voor harmonie tussen het blanke en het zwarte ras en verwijst ook naar de in Botswana levende zebra's, die ook op het Wapenschild  staan.

Constructietekening van de vlag
Vlag van de president van Botswana

## Geschiedenis
In 1885 werd Bechuanaland een protectoraat van het Verenigd Koninkrijk binnen zijn koloniale rijk. Dit gebeurde nadat de leiders van de Tswana onderhandelden met de Britten om hen bescherming te bieden tegen de Afrikaners, die hun land binnenvielen vanuit de naburige Zuid-Afrikaansche Republiek. Ondanks deze nieuwe bescherming bleef Zuid-Afrika druk uitoefenen op de Britten om hen toe te staan Bechuanaland bij hun unie in te lijven. Dit gebeurde niet vanwege de wijdverspreide oppositie van de Batswana-bevolking. Bechuanaland werd in 1966 onafhankelijk van Groot-Brittannië; de nieuwe natie kreeg de naam Botswana.
Voordat het onafhankelijk werd, had Botswana geen eigen koloniale vlag. De vlag van het Verenigd Koninkrijk diende als de facto vlag van het protectoraat. Toen de nationale vlag van Botswana in 1966 werd gecreëerd, was het symbolisch ontworpen om te contrasteren met de vlag van Zuid-Afrika, aangezien dit laatste land onder een apartheidsregime werd geregeerd. Daarom werd de zwarte streep met het witte kader een symbool voor de vrede en harmonie tussen de mensen van Afrikaanse en Europese afkomst die in Botswana wonen. De nieuwe vlag werd voor het eerst gehesen om middernacht op 30 september 1966, de dag dat Botswana een onafhankelijk land werd.